# حسن القاضي
حسن القاضي ، لاعب كرة قدم قطري سابق.
و قد كان يلعب مع منتخب قطر لكرة القدم.

## كأس الخليج 1982
و قد سجل هدف في مرمى منتخب الكويت لكرة القدم.